# Главаці
Глава́ці (болг. Главаци) — село у Врачанській області Болгарії. Входить до складу общини Криводол.

## Населення
За даними перепису населення 2011 року у селі проживали 247 осіб, з них 164 особи (98,8%) — болгари.
Розподіл населення за віком у 2011 році:
Динаміка населення: